# Gujarat Kensville Challenge 2013
De Gujarat Kensville Challenge 2013 was de derde editie van het Indiase golftoernooi, onderdeel van de Europese Challenge Tour. Het werd in 2013 gespeeld van 31 januari tot en met 3 februari op de Kensville Golf Club in Ahmedabad, en was daarmee wederom het eerste toernooi van het seizoen. Een week later was het 47ste Kenya Open.
Het prijzengeld in 2013 bedroeg € 200.000. De winnaar van 2012, Maximilian Kieffer, was afwezig, hij kwam uit op de Europese PGA Tour.

## Verslag
De baan is ontworpen door Jeev Milkha Singh en kolonel K.D. Bagga en heeft een par van 72. Er doen drie Nederlandse spelers mee.
Tijdens ronde 1 vestigde Agustin Domingo een nieuw baanrecord en daarmee werd hij de leider van die ronde. Op de tweede plaats eindigden Andrew McArthur en Shiv Kapur, die geen enkele bogey maakte.
Ronde 2 werd door McArthur in 69 slagen gespeeld waardoor hij Kapur inhaalde en aan de leiding ging. Tim Sluiter had in totaal slechts drie slagen meer.
Ronde 3 was voor Kapur weer een foutloze ronde, ditmaal met zeven birdies en een mooie uitgangspositie om de laatste ronde in te gaan. Sluiter eindigde op de vierde plaats.
Ronde 4 begon voor Kapur met twee bogeys, maar hij herstelde zich goed en eindigde als winnaar met een totaal van −14.
| Speler          | Ronde 1 | Ronde 1 | Ronde 1 | Ronde 2 | Ronde 2 | Ronde 2 | Ronde 2 | Ronde 3 | Ronde 3 | Ronde 3 | Ronde 3 | Ronde 4 | Ronde 4 | Ronde 4 | Ronde 4 |
| --------------- | ------- | ------- | ------- | ------- | ------- | ------- | ------- | ------- | ------- | ------- | ------- | ------- | ------- | ------- | ------- |
| Shiv Kapur      | 67      | −5      | T2      | 71      | −1      | −6      | 2       | 65      | −7      | −13     | 1       | 71      | −1      | −14     | 1       |
| Andrew McArthur | 67      | −5      | T2      | 69      | −3      | −8      | 1       | 71      | −1      | −9      | T2      | 69      | −3      | −12     | 2       |
| Phillip Archer  | 70      | −2      | T12     | 69      | −3      | −5      | T3      | 70      | −2      | −7      | T4      | 72      | par     | −7      | T5      |
| Tim Sluiter     | 70      | −2      | T12     | 69      | −3      | −5      | T3      | 70      | −2      | −7      | T4      | 72      | par     | −7      | T5      |
| Agustin Domingo | 66      | −6      | 1       | 73      | +1      | −5      | T3      | 72      | par     | −5      | T5      | 74      | +2      | −3      | T12     |
| Floris de Vries | 74      | +2      | T63     | 74      | +2      | +5      | T64     | MC      |         |         |         |         |         |         |         |

| Leider |  | Toernooirecord |  | MC = missed cut = cut gemist |

## Spelers
Er doen 63 spelers van de Europese Challenge Tour mee en 57 van PGA India.
De bekendste deelnemers zijn:
- Richard Beem, winnaar Amerikaanse PGA Kampioenschap in 2002, speelt op invitatie
- Sam Hutsby, Walker Cup-speler 2009
- Peter Uihlein, winnaar US Amateur 2010, Walker Cup-speler 2009 en 2011
- Oliver Wilson, Ryder Cup-speler, Walker Cup-speler 2003